# Tengyaalty
Tengyaalty (azerbajdzjanska: Təngəaltı) är en ort i Azerbajdzjan.   Den ligger i distriktet Quba Rayonu, i den nordöstra delen av landet, 140 km nordväst om huvudstaden Baku. Tengyaalty ligger 702 meter över havet och antalet invånare är 607.
Terrängen runt Tengyaalty är huvudsakligen kuperad, men söderut är den bergig. Närmaste större samhälle är Vtoryye Nyugedy, 13,9 km norr om Tengyaalty. 
I omgivningarna runt Tengyaalty växer i huvudsak lövfällande lövskog. Runt Tengyaalty är det ganska glesbefolkat, med 48 invånare per kvadratkilometer.